# Rimarde
Ne doit pas être confondu avec Rémarde.
La Rimarde est une rivière française du département du Loiret, en région Centre-Val de Loire, et un sous-affluent de la Seine par l'Essonne.

## Géographie
La longueur du cours d'eau de la Rimarde est de 27,7 km.
Elle prend sa source en forêt d'Orléans dont elle draine les sables, de même que son affluent la petite Rimarde. Elle conflue avec l'Œuf (origine identique) au niveau de La Neuville-sur-Essonne pour former l'Essonne, affluent de la Seine.
Elle est formée de trois ruisseaux (la Rimarde, la petite Rimarde et le Gournet) qui se réunissent au Fort-des-Eaux à 1 kilomètre du château de Courcelles. Elle a vu son cours modifié en 1951 en raison des inondations. Il y eut beaucoup d'écrevisses jusqu'au début des années 1950. Le syndicat de la Rimarde, syndicat traitant des affaires concernant la rivière et réunissant les différentes communes traversées par celle-ci, a été créé en 1949.

### Caractéristiques
- Circonscription hydrographique : Seine-Normandie
- Région hydrographique : Seine aval (Marne incluse)

Parcours du cours d'eau vers l'aval :
Rimarde → Essonne → Seine → Manche

### Quelques chiffres
La Rimarde, ce sont neuf communes traversées, qui représentent en tout 5 341 habitants, sur une superficie de 147,3 km2 dont l'altitude moyenne est de 111 m (altitude minimum : 82 m ; maximum : 170 m)[réf. nécessaire].

### Communes et cantons traversés

Canton de Malesherbes dans le Loiret.

Dans le seul département du Loiret, la Rimarde traverse les sept communes suivantes, de l'amont vers l'aval : Nibelle (source), Boiscommun, Nancray-sur-Rimarde, Courcelles-le-Roi, Yèvre-la-Ville, Estouy, La Neuville-sur-Essonne (confluence).
Soit en termes de cantons, la Rimarde prend source et conflue dans le même canton de Malesherbes, le tout dans l'arrondissement de Pithiviers.

### Toponyme
La Rimarde a donné son hydronyme à la commune de Nancray-sur-Rimarde.

### Bassin versant
La Rimarde traverse une seule zone hydrographique La Rimarde de sa source au confluent de l'Essonne (exclu) (F451) de 139 km2 de superficie

### Organisme gestionnaire: Le syndicat de la Rimarde et de ses affluents
Les dix communes du syndicat se sont organisées de façon à entretenir d'une manière cohérente les 27,7 kilomètres de cours d'eau pour une population de 5 341 habitants. Créé en 1949, le syndicat s'est employé à entretenir la rivière.
L'objectif prioritaire étant d'assurer le libre écoulement des eaux. Pour ce faire, ses actions ont été orientées en faveur des domaines suivants :
- l'entretien et la stabilisation des berges
- l'entretien des vannages
- les plantations

Après des travaux trop violents de redressement du cours et de déboisement des berges dans les années 1950, des efforts sont entrepris pour restaurer l'environnement (plantations d'arbres, d'arbustes) et éviter une transformation en rigole de drainage.

## Affluents
La Rimarde a trois affluents référencés ou plutôt deux affluents et un bras :
- la Petite Rimarde (rg), 8,9 km sur les cinq communes de Nancray-sur-Rimarde, Courcelles, Nibelle, Chambon-la-Forêt, Bouilly-en-Gatinais, avec un affluent 
  - le ruisseau Gournet (rg), 4,5 km sur les trois communes de Vrigny, Chambon-la-Forêt, Bouilly-en-Gatinais.
- le ruisseau de Martinveau (rg), 2,4 km sur la seule commune de Yèvre-la-Ville.
- un bras de la Rimarde, 1,9 km sur la seule commune de Yèvre-la-Ville.

Géoportail ajoute le Serin en rive gauche 
Donc son rang de Strahler est de trois.

## Aménagements et écologie

### Au fil de la Rimarde
Plusieurs ponts enjambent la Rimarde tout au long de son cours. On peut également signaler la présence de lavoirs sur la Rimarde dans la plupart des villages traversés par celle-ci.

### Peuplement piscicole
La Rimarde possède de nombreuses espèces de poissons telles que : l'anguille, le brochet, le chevesne, la carpe, le gardon, le goujon, la loche franche, la perche, la tanche ou encore la vandoise.[réf. nécessaire]

## Histoire
Lors des fouilles archéologiques précédant la construction de l'A19, une nécropole tumulaire a été découverte à Courcelles. Ces tumulus de la fin de l'âge du bronze (800 avant notre ère) étaient implantés au niveau du Haut de l'Aunette à Guignard dans la vallée de la Rimarde. Les sépultures à incinération (en vase ou dans un contenant en matériau périssable) étaient déposées dans ses chambres funéraires et parfois accompagnées de vases à offrandes, disposés au centre de monuments révélés par un "cercle de pierres". Chaque cercle constituait la base du tumulus qui recouvrait la sépulture. Toutes les sépultures présentaient des caractéristiques similaires et seule la taille des cercles était différente : six petits cercles étaient répartis autour d'un grand cercle qui, avec un diamètre de 9 mètres, constituait certainement le monument funéraire d'un personnage d'un rang social supérieur, mais aucun mobilier prestigieux n'était présent. Plusieurs sépultures à incinération en urnes mais sans monument ostentatoire ont également été découvertes dans la surface fouillée, à proximité des cercles.
Des découvertes plus anciennes (années 1970) ont été faites sur le territoire de la commune de Nancray - outils moustériens, néolithiques, urnes funéraires.

### Immeubles protégés et monuments historiques
Aulnay-la-Rivière :
- château de Rocheplatte (XIIIe ; XVe ; XVIIe ; deuxième quart du XVIIIe siècle)

Boiscommun :
- église Notre-Dame (XIIIe siècle)
- chapelle Saint-Lazare du cimetière (premier quart du XVIe siècle)

Courcelles :
- église Saint-Jacques-le-Majeur (dernier quart du XIIe; XVe ; deuxième moitié du XVIIe siècle)
- chœur inachevé (dernier quart du XIIe; XVe ; deuxième moitié du XVIIe siècle)
- chapelle Saint-Hubert (dernier quart du XIIe; XVe ; deuxième moitié du XVIIe siècle)
- château de Courcelles-le-Roi (XVe ; XVIIe ; XIXe siècle)

La Neuville-sur-Essonne :
- prieuré de Saint-Sulpice (XIIIe ; premier quart du XVIe siècle)
- église Saint-Amand (XIIe ; XVe siècle)

Nibelle, village fleuri (une fleur) :
- vestiges du château du Hallier (première moitié du XVIe ; XVIIe siècle)

Yèvre-la-ville :
- église Sainte-Brigide (XIIe ; XVe ; dernier quart du XIXe siècle)

Yèvre-le-châtel
- chapelle Saint-Lubin (premier quart du XIIIe siècle)
- église Saint-Gault (XIIe ; XIIIe ; XVIe siècle)
- château (premier quart du XIIIe siècle)

## Articles liés
- Liste de rivières de France
- liste des cours d'eau du Loiret
- Essonne
- Seine